# دوري ساموا الأمريكية لكرة القدم 2001
دوري ساموا الأمريكية لكرة القدم 2001 هو موسم من دوري ساموا الأمريكية لكرة القدم. فاز فيه PanSa East F.C. ‏.